# 창계숭절사
창계숭절사(滄溪崇節祠)는 대전광역시 중구에 있는 일제강점기에 만들어진 사당이다. 1989년 3월 18일 대전광역시의 문화재자료 제2호로 지정되었다.

## 개요
이 사당은 조선초기의 충신 청재 박심문(1408-1456) 선생과 취금헌 박팽년(1417-1456)선생 두분을 모시고 있으며, 그 숭고한 절의를 기리는 사당이라 하여 숭절사라 이름하였다.
박평년 선생은 세종때에 집현전 학사를 역임하였고, 후에 단종 복위릉 도모하려다 살신성인한 사육신 중의 한 분이다.
박심문 선생은 세종때에 예조좌랑을 거쳤고 세조 2년 명나라 사신으로 갔다가 사육신의 처형소식을 듣고 의주에서 자결한 분이다.
이 사당은 1923년 창건되고 1977-1978년 중건하였다.

## 같이 보기
- 박심문
- 박팽년
- 사육신

## 참고 자료
- 창계숭절사 - 국가유산청 국가유산포털